# Жалтыркольский заказник
Жалтырко́льский зака́зник — государственный природный зоологический заказник для охраны редких животных в бассейне реки Урал (Жайык), на территории Жангалинского района Западно-Казахстанской области. Заказник был создан в 1967 году. Расположен на реке Кушум и образованных ею озёрах Жалтырколь и Итбатыр. На Жалтырколе заросли тростника и рогоза. Глубина в среднем менее 1 м, максимальная глубина 2,5 м. Условия благоприятны для обитания боровой и водно-болотной дичи. Водятся кабан, лисица, корсак, заяц-русак, водоплавающие и около-водные птицы; гнездятся серые гуси, кряква, шилохвост, серые утки, лысуха, различные нырки. Встречаются пернатые хищники: степной орел, филин, болотный лунь. В озёрах водятся сазан, карась, лещ, щука и др. Площадь — 190 км² (19 тыс. га).
Предлагается для охраны водоплавающих птиц и сайгака увеличить площадь заказника до 500 тысяч га, включить туда Камыш-Самарские озёра, Едильсор, Салтанат, Сарыайдык.